# Мстислав Ростиславич Храбри
Мстислав Ростиславич Храбри (рођ. Ђорђе или Теодор; око 1148/1152 — 13. јун 1180) — новгородски кнез, син великог кнеза кијевског Ростислава Мстиславича, светитељ Руске цркве. Надимак Храбри није коришћен за кнежевог живота. Први пут се појавио у Новгородској првој хроници млађег издања.

## Биографија
Године 1168. учествовао је у победи јужноруских кнезова над Половцима. Покушавајући, заједно са својом браћом, да контролише апанаже Великог војводства Кијевског, стао је на страну Андреја Богољубског у сукобу 1169. године, али су убрзо савезнички односи престали због Андрејеве жеље да потчини смоленске кнезове. Поход трупа Андреја и његових савезника 1173. завршио се неуспешном опсадом Вишегорода. Са вестима о приближавању кандидата за владавину Кијева, Јарослава Волинског, са галицијском војском, опсада је укинута. У борби за власт у Владимирско-Суздаљској кнежевини 1174-1175, заједно са Глебом Рјазанским, подржавао је штићенике старих ростовских и суздаљских бојара, унуке Јурија Долгоруког Мстислава и Јарополка Ростиславича, против Михаила и Всеволода Јурјевича, подржавао новим занатским градовима и Черњиговским Свјатославом Всеволодовичем.
Године 1179. Новгородци су га позвали на царство. Године 1179. Мстислав је на челу војске од 20.000 људи направио успешан поход на Чуд. У пролеће 1180. Мстислав је желео да се пресели у Полоцк, али га је зауставио његов старији брат Роман Смоленски, који је послао Мстиславовог сина у помоћ Полоцку. Путовање је отказано. 13. јуна 1180. Мстислав је умро од изненадне болести. Према хроници, пре смрти је смршао и почео да губи моч говора. Новгородци су сахранили Мстислава у гробу Владимира Јарославича у новгородском саборном храму Свете Софије у капели Рођења Богородице.
Године 1879. његове мошти су пренете у нову светињу, рад С. Ф. Верховцева. Његов спомен празнује се локално 14. (27. јуна), као и на дане руских и новгородских светитеља: у 2. и 3. седмици Педесетнице.